# 적갈색따오기
적갈색따오기(Glossy ibis)는 저어새과에 속하는 따오기아과의 한 종이다. 학명은 고대 그리스의 플레가도스(plegados)와 라틴어인 팔키스(falcis)에서 유래했으며, 둘 다 "낫"을 의미하며 부리의 독특한 모양을 가리킨다.

## 묘사
이 종은 중간 크기의 따오기아과이다. 몸길이는 48~66cm이며 평균 약 59.4cm, 날개 길이는 80~105cm이다. 이 따오기는 길이가 9.7~14.4cm, 각 날개 길이는 24.8~30.6cm, 꼬리 길이는 9~11.2cm, 부척골 길이는 6.8~11.3cm이다. 이 따오기의 몸무게는 485g에서 970g까지 다양하다. 번식하는 성체는 적갈색 몸과 반짝이는 암녹색 날개를 가지고 있다. 번식하지 않는 성체와 어린 개체는 더 둔한 몸을 가지고 있다. 이 종은 갈색 부리를 가지고 있으며, 어두운 얼굴 피부는 청회색 (비번식)에서 코발트색 (번식)으로 위아래로 경계를 이루고 있으며, 다리는 적갈색이다. 왜가리와 달리 따오기는 목을 쭉 뻗은 채 날아다니며 우아하고 종종 V자 형태로 비행한다. 또한 반짝이는 깃털을 가지고 있다.
이 꽤 조용한 따오기가 내는 소리에는 번식할 때 내는 쉰 소리를 포함하여 다양한 울음소리와 신음 소리가 포함된다.

## 행동
적갈색따오기는 번식 후 분산 이동을 하며 매우 유목적이다. 북쪽의 개체군은 완전히 이동하며 사하라 사막과 같은 넓은 전선을 여행한다. 흑해에 서식하는 적갈색따오기는 겨울보다는 사헬과 서아프리카를 선호하는 것으로 보이며, 카스피해에 서식하는 따오기는 동아프리카, 아라비아반도, 그리고 파키스탄과 인도까지 동쪽으로 이동하는 것으로 밝혀졌다. 서부 인도에서 적갈색따오기의 수는 계절에 따라 크게 달라지며, 겨울과 여름에 가장 많이 나타나고 계절풍에서는 번식하기에 적합한 지역으로의 이동이 급격히 감소할 가능성이 높다. 온대 지역의 개체군은 지역 봄에 번식하는 반면, 열대 개체군은 우기와 일치하도록 둥지를 꾼다. 둥지를 틀지 않을 때는 종종 혼합 종의 군집에서 발생한다. 둥지를 틀지 않을 때는 100마리 이상의 무리가 이동 중에 발생할 수 있으며, 겨울이나 건기에는 보통 작은 무리에서 먹이를 찾는다. 적갈색따오기는 종종 밤에 큰 무리에서 다른 종들과 함께 군집적으로 둥지를 틀며, 때때로 습지 먹이 지역에서 일정 거리를 두고 나무가 있을 수 있다.

## 분포
이 종은 유럽, 아시아, 아프리카, 오스트레일리아, 아메리카의 따뜻한 지역과 대서양 및 카리브해 지역의 흩어져 있는 지역에서 번식하는 가장 널리 퍼진 따오기 종이다. 이 종은 구세계에서 기원하여 19세기에 아프리카에서 남아메리카 북부로 자연적으로 전파된 것으로 추정되며, 북아메리카로 퍼졌다. 적갈색따오기는 1817년 (뉴저지주) 신세계에서 처음 기록되었다. 존 제임스 오듀본은 1832년 플로리다주에서 단 한 번만 발견했다. 1940년대에는 북쪽으로, 1980년대에는 서쪽으로 서식 범위를 확장했다. 이 종은 철새로, 대부분의 유럽 새들은 아프리카에서 겨울을 나고, 북아메리카의 새들은 카롤라이나산맥 북쪽에서 더 남쪽으로 겨울을 보낸다. 일반적으로 인도에서는 철새로 추정되지만, 적갈색따오기는 인도 서부에 서식한다. 다른 개체군의 새는 번식기 외에도 널리 퍼질 수 있다. 유럽에서 번식이 증가하고 있다. 20세기 초 스페인에서 일반 번식 새로 사라졌지만 1993년에 다시 자리를 잡았고 이후 여러 식민지에서 수천 쌍이 번식하면서 급격히 증가했다. 또한 2000년대 이전에는 번식 기록이 거의 없는 프랑스에 빠르게 증가하는 번식 식민지를 설립했다. 역사적으로 적갈색따오기 기록이 매우 드물었던 북서부 유럽에서는 번식하지 않는 방문객이 점점 더 많이 목격되고 있다.

## 번식
둥지는 보통 물 위 최소 1m, 때로는 최대 7m 높이의 나뭇가지와 초목으로 이루어진 플랫폼으로, 울창한 초목, 낮은 나무 또는 덤불 속에 위치해 있다. 3~4개의 알 (때로는 5개)을 낳고, 수컷과 암컷 새 모두 20~23일 동안 부화시킨다. 어린 새는 약 7일 후에 둥지를 떠날 수 있지만, 부모는 6~7주 동안 계속 먹이를 준다. 어린 새는 약 28일 후에 둥지를 떠난다.